# Kikmolen
De Kikmolen is een watermolen op de Kikbeek, die zich bevindt aan de Kikmolenstraat in de Belgische plaats Opgrimbie. Het betrof een bovenslagmolen.
De Kikmolen, vroeger ook Kiekens Molen of Kickemolen genoemd, werd voor het eerst vermeld in 1480. Nabij de molen lag een cijnshoeve, het Kleyn Hof genaamd. Het huidige molenhuis werd echter in 1838 herbouwd in baksteen. De molen brandde in 1860 af en werd daarna herbouwd, ook in de daaropvolgende jaren werden veel verbouwingen doorgevoerd.
Het houten bovenslagrad werd gedurende lange tijd niet onderhouden en verging grotendeels. Een deel van het molenhuis is nog in de situatie van 1838, maar de bijgebouwen werden te vaak vernieuwd om nog originele resten te bevatten.